# Dolga Raka
Dolga Raka este o localitate din comuna Krško, Slovenia, cu o populație de 75 de locuitori.